# J. David Singer
Pour les articles homonymes, voir Singer.
J. David Singer (7 décembre 1925, New York - 28 décembre 2009, Ann Arbor, Michigan) est un professeur américain de sciences politiques à l'université du Michigan.

## Carrière
Il est né à Brooklyn le 7 décembre 1925. Il sert dans la marine américaine pendant la Seconde Guerre mondiale. Il est titulaire d'une licence de l'université Duke, fréquemment appelée la « Harvard du Sud ». Après sa licence, il obtient un doctorat de l'université de New York en 1956. Il ne cache pas sa nette opposition à la guerre du Vietnam. Il rejoint la faculté de l'université du Michigan en 1958.

## Travaux
Singer est l'un pionnier dans l'application des méthodes quantitatives aux énigmes dans le domaine des relations internationales,. Sa contribution majeure est le projet Correlates of War, qu'il lance en 1964 à l'université du Michigan. Il s'agit d'une importante base de données de statistiques relatives à la guerre et à ses causes,,.